# Lamon
Lamon (Lamon anche in dialetto lamonese, pronunciato: /la'moŋ/) è un comune italiano di 2 591 abitanti della provincia di Belluno, famoso soprattutto per la coltivazione del fagiolo e l'allevamento della pecora.

## Geografia fisica
Il territorio di Lamon si trova fra due lunghe vallate, intagliate ad est dal torrente Cismon e verso sud dal torrente Senaiga, il quale poco prima di affluire nel Cismon dà origine al Lago del Senaiga. Il comune confina con i comuni bellunesi di Arsiè, Fonzaso e Sovramonte e i comuni trentini di Canal San Bovo, Castello Tesino e Cinte Tesino. L'ampio territorio del comune, che si estende per oltre 54 km², si divide in tre frazioni corrispondenti alle comunità storiche di Lamon, San Donato e Arina; e partendo dai 360 metri della borgata Maoli arriva fino ai 2069 metri del Monte Coppolo. È inquadrabile in una tipologia alpina, con inverni freddi e secchi ed estati moderatamente calde con frequenti brezze. L'altopiano centrale, che si alza a circa 600 m s.l.m., ospita il capoluogo e più della metà dell'intera popolazione comunale.

## Origini del nome
Nel XVII secolo, se ne era data un'esegesi derivata Castrum Ammonis, in riferimento ad un presunto (e mai provato) culto di Giove Ammone sul colle di San Pietro. In realtà, il toponimo Lamon potrebbe rifarsi al protoitalico lama, riconducibile all'etruscoide lumena e al latino lima ("stagno", ma anche "terreno franoso"). Prove in tal senso giungono dalla formazione geologica degli estesi altipiani di Lamon e Sovramonte costituitisi con il graduale riempimento di un grande lago formatosi alla fine dell'ultima glaciazione, circa 15.000 anni fa.

## Storia

### La preistoria e l'evo antico

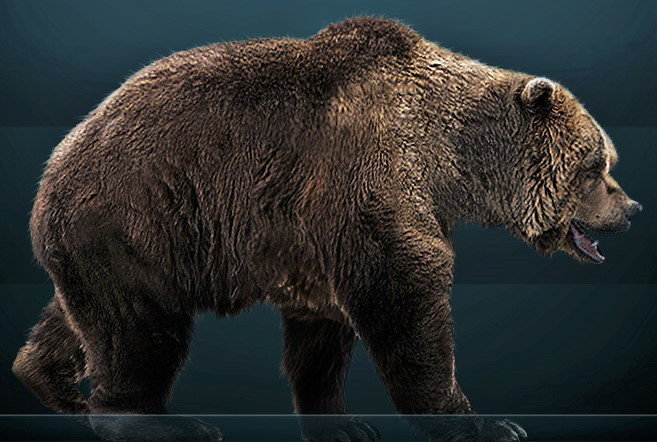
Ricostruzione dell'Ursus spelaeus, grande mammifero del Pleistocene i cui resti sono stati ritrovati nelle grotte di San Donato e quindi ricomposti in esposizione permanente nell'atrio del Municipio.

L'altopiano di Lamon presenta tracce di una frequentazione sin dall'epoca preistorica come testimoniato dal ritrovamento di numerosi oggetti in pietra e selce. Lo testimonia fra l'altro il notevole ritrovamento di un cacciatore preistorico avvenuto nel 1988 in Val Rosna, sul versante sovramontino del Cismon. Più recenti sono invece i resti di fauna fossile rinvenuti nella grotta di San Donato, fra cui i resti dell'Ursus spelaeus, un orso di grandi dimensioni diffuso sull'arco alpino (oggi uno scheletro, composto da ossa di diversi esemplari, è presente nell'atrio del municipio). Nella frazione di Guana, in un'attenta ricerca effettuata nel 1997 dagli alunni della scuola media sono emersi punte di freccia, grattatoi, nuclei ed elementi di falcetto (lame in selce) riconducibili ad agricoltori vissuti nel neolitico tardo (3000 a.C.).
In età storica, per il territorio lamonese al pari del resto del Feltrino, l'evidenza toponomastica conferma la notizia di Plinio il Vecchio, secondo il quale il municipium di Feltria (ed il suo territorio di cui faceva parte anche l'altopiano lamonese) era abitato da genti retiche, distinte per questo da quelle galliche della vicina Bellunum. A queste si sarebbero aggiunte popolazioni etrusche fuggite dal territorio di Felsina e dall'Etruria padana fra il 450 e il 350 a.C. Queste ultime, alla pari dei Reti, non parlavano una lingua indoeuropea, famiglia di cui invece facevano parte il venetico, i dialetti celtici, il latino e il greco. A questo periodo sono forse da ascrivere le nicchie scavate nella roccia del Colle di san Pietro, all'altezza della grotta ora dedicata al culto mariano.
Con l'istituzione del municipium di Feltria, l'altopiano di Lamon viene interessato dalla romanizzazione, soprattutto in seguito alla predisposizione della Via Claudia Augusta (oggi nel tratto lamonese detta 'via pagana') che da Altinum giungeva ad Augusta Vindelicum (Augusta), nella provincia di Raetia. La strada, tracciata da Druso e "munita" da Claudio, passava direttamente (o un suo ramo, la questione è tuttora dibattuta) attraverso il territorio lamonese in direzione Castello Tesino.

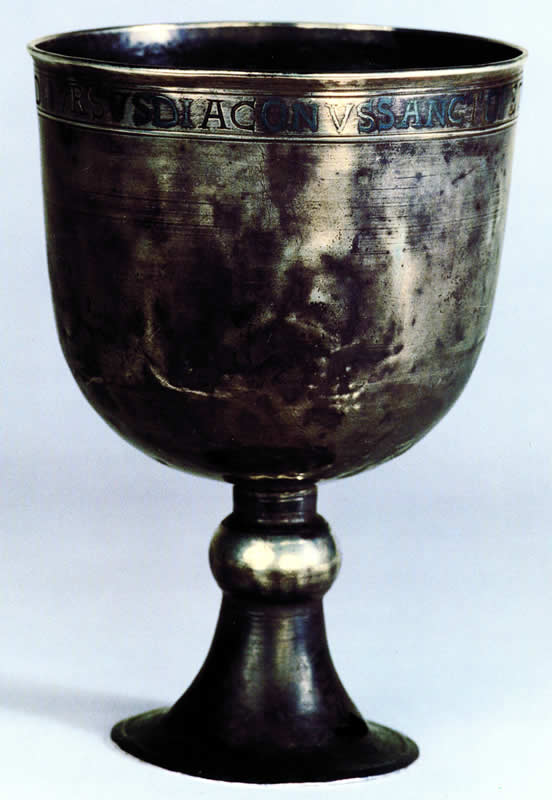
Il calice argenteo detto del diacono Orso (V-VI secolo d.C.)

Presso l'odierna frazione di San Donato, in un punto geomorfologicamente adatto al controllo della via, si sviluppò nei primi secoli dell'era cristiana un abitato. Lo attestano i reperti della necropoli posta a valle dell'odierna frazione, da cui provengono da più di un secolo oggetti di corredo di tombe ad inumazione; recentemente la zona è stata oggetto di indagini da parte della Sovrintendenza che ha messo in luce diverse sepolture di II e III secolo d.C. Gli oggetti recuperati sono oggi conservati a Lamon, presso il piccolo museo archeologico. In seno a tali indagini sono state messe in luce anche delle strutture murarie a Col Furlan, forse riferibili al Castello di San Donato riferito dalla tradizione orale. Un secondo nucleo abitativo dovette svilupparsi intorno al già frequentato colle di san Pietro, sul quale si stima potesse essere posto un torrione visivamente collegato con altri punti di osservazione situati lungo il tracciato della via nel vicino altipiano di Sovramonte. Tra la fine dell'Ottocento e l'inizio del Novecento sono venuti alla luce diversi rinvenimenti di epoca romana (tombe, gioielli, monete) sul colle e nella zona circostante. La cintura delle stationes di controllo alla via romana si completava con il Castello di Valdeniga (i cui ruderi erano ancora visibili nell'Ottocento). Tali fortilizi ebbero origine in età tardo-antica e si svilupparono poi in età alto-medioevale e medioevale.
Nel tardo-antico, infatti, l'importanza della via Claudia Augusta non decrebbe. Sia per l'Impero che per le genti germaniche, essa dovette costituire un percorso di grande fruizione nei secoli IV-VI d.C. Ne è prova il calice argenteo del diacono Orso (VI secolo d.C.), in assoluto uno dei maggiori reperti del cristianesimo e il più antico nell'Occidente cristiano. Il reperto fu ritrovato nel 1836 in un anfratto della roccia nei pressi di San Donato, in località Coronini. L'iscrizione, in bella capitale, cita: DE DONIS DEI URSUS DIACONUS SANCTO PETRO ET SANCTO PAULO OPTULIT. Esso testimonia probabilmente la nascita della diocesi di Feltre nel V secolo d.C. Secondo alcuni, l'oggetto apparteneva al diacono Ursus, il quale svolgeva un servizio permanente e itinerante; il calice sarebbe stato conservato nella cattedrale di Feltre e nascosto al momento dell'arrivo dei Longobardi. Per altri, invece, un calice di tale fattura sarebbe appartenuto a sedi episcopali di ben più alto prestigio, Concordia o Aquileia, e sarebbe stato oggetto di razzia e quindi nascosto lungo il tracciato della via Claudia Augusta. Quale sia la verità, ciò che pare certo è che l'oggetto venne occultato volontariamente, giungendo così intatto sino a noi. In questo periodo, a cavallo fra la Tarda antichità e l'Alto Medioevo, l'altopiano e le sue vicinanze furono forse interessate dallo stanziamento di genti di origine germanica. I nomi di alcune località, fra cui i Campigoti (letteralmente, terre dei Goti) ne sono forse prova; certamente è da ascrivere a quest'epoca lo sfruttamento agricolo di alcune località poste ai margini del tracciato viario, come nel caso delle frazioni di Rugna e Ronche (dal tardo latino runcare, dissodare il terreno, disboscare).

### L'alto medioevo
Per diversi secoli, la storia di Lamon deve essere vista di riflesso a quella del capoluogo, Feltre, giacché manca completamente ogni categoria di documentazione. All'inizio del V d.C., il territorio del municipium di Feltre venne attraversato da diverse persone poco raccomandabili: pare che nel 409 d.C., la città fosse stata occupata da Visigoti di Alarico, nel 455 dagli unni di Attila, poi dai Vandali, dagli Alani e da Odoacre con Eruli e Rugi. Giunsero quindi i Bizantini e di seguito i Longobardi, che rimasero per duecento anni. Di questo dominio, rimane eco nel nome di San Donato (solitamente un santo longobardo) dato alla località maggiormente abitata nel territorio, località sulla quale vi era la ‘statio’ viaria di cui sopra. Quando vennero sostituiti dai Franchi, Feltre e Belluno divennero contee aggregate alla grande marca trevigiana. Per gli ultimi due secoli del I millennio, possiamo ritenere che il territorio feltrino, e di conseguenza quello lamonese, abbia vissuto marginalmente le contese riguardante la spartizione del Sacro Romano Impero. Per rimanere a Feltre, è certo che dal X al XII secolo il vescovo ottenne i poteri civili e temporali, secondo le disposizioni diramate a suo tempo da Ottone I. Tale situazione si protrasse sino al dominio veneziano.

### La nascita della pieve rurale di Lamon

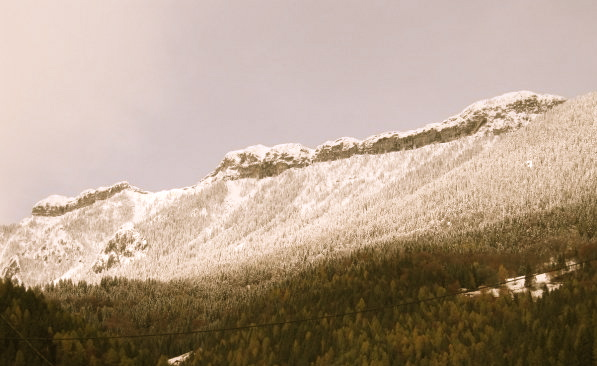
Monte Coppolo m s.l.m. 2069

È verosimile che i primi edifici di culto si fossero sviluppato a Lamon su insediamenti di epoca tardo-romana. Il colle di San Pietro ospitò la prima chiesa forse dopo l'VIII secolo e prima dell'anno 1000. La prima attestazione della pieve rurale di Lamon è contenuta in una bolla del pontefice Lucio III che confermava vescovo di Feltre Drudo da Camino, indicandogli minuziosamente i suoi possessi: fra cui la pieve di Lamon. Il nome del paese, tuttavia, compare per la prima volta qualche anno prima in un arbitrato datato dal 1177 e firmato dal suddetto vescovo conte di Feltre Drudo da Camino, che sentenzia su una controversia riguardante i confini dei pascoli montani. Erano interessate anche le comunità di Lamon, Arsiè, Castello Tesino e Fonzaso. In quell'occasione il vescovo stabilì con precisione i confini della comunità lamonese e precisò che qualora uno fra i contendenti avesse violato i confini agro-pascolari sarebbe incorso in una pesantissima multa. Era solo l'inizio di una contesa che si trascinerà per diversi secoli. Il documento attesta che la comunità era organizzata e giuridicamente riconosciuta, ma anche l'enorme peso che l'allevamento, specificatamente di ovini, aveva sull'economia lamonese agli albori del secondo millennio. Testimonianze di lamonesi tuttavia se ne ebbero anche prima, come attesta la partenza di due lamonesi, corrispondenti al nome di Donato e Altissidio, alla prima crociata del 1096, sotto il comando del feudatario dell'impero, Giovani da Vidor.

### LaRegoladi Lamon
Con i secoli XIII e XIV, il bisogno di autonomia delle comunità feltrine crebbe. A Feltre la lavorazione della lana, che sin dall'età romana costituiva il perno dell'economia locale, ebbe un'importante accelerazione. Nel territorio circostante, l'allevamento, la transumanza e la tosatura caratterizzarono sempre più l'economia locale; sorse la necessità da parte delle diverse comunità di stabilire norme giuridicamente condivise per disciplinare l'economia pastorale. Prima di tradizione orale, queste regole necessitavano ora di una redazione scritta. La prima redazione della ‘Regola’ pare risalga al 1330 (anno indicato nella prima pagina); certamente nel 1451, anno citato nel manoscritto, la vita lamonese era disciplinata dalla ‘Regola’, mentre l'atto notarile dello statuto attualmente conservato risale al 1552.
La Regola prevedeva due assemblee annuali convocate al Pian della Regola, nel centro del Paese, il giorno di San Giorgio, 23 aprile, e quello di San Martino, 11 novembre e ad esse avevano diritto di partecipare tutti i capifamiglia compresi entro il territorio della Regola (Colmel piccolo di Villa, Colmel grande di Resenterra, Colmel grande di Cui, Colmel di Arina e Colmel di San Donato; pochi decenni dopo la trascrizione dell'atto notarile, i capifamiglia vennero ridotti a venti e eletti ogni dodici mesi). In quell'occasione venivano elette le cariche annuali, fra le quali si ricordano: il Quaderner, il Sindico, il Massaro, i Deputadi, gli Zuradi, i Degani, i Saltari, i Pesa pan ecc. Il meriga era il capo riconosciuto della comunità che la rappresentava davanti alle istituzioni: vescovo conte prima e Venezia poi. Egli era solitamente scelto fra le famiglie nobili feltrine. Lo statuto conserva norme sul periodo in cui era permesso il pascolo, sulla presenza di ‘forestieri’ (a cui era vietato portare animali sul territorio lamonese) e altre norme riguardanti la vita associativa.
La Regola di Lamon, svolse la sua funzione fino al periodo napoleonico durante la quale i francesi la soppressero e istituirono il Comune.

### Il dominio della Serenissima Repubblica. Le infinite lotte confinarie

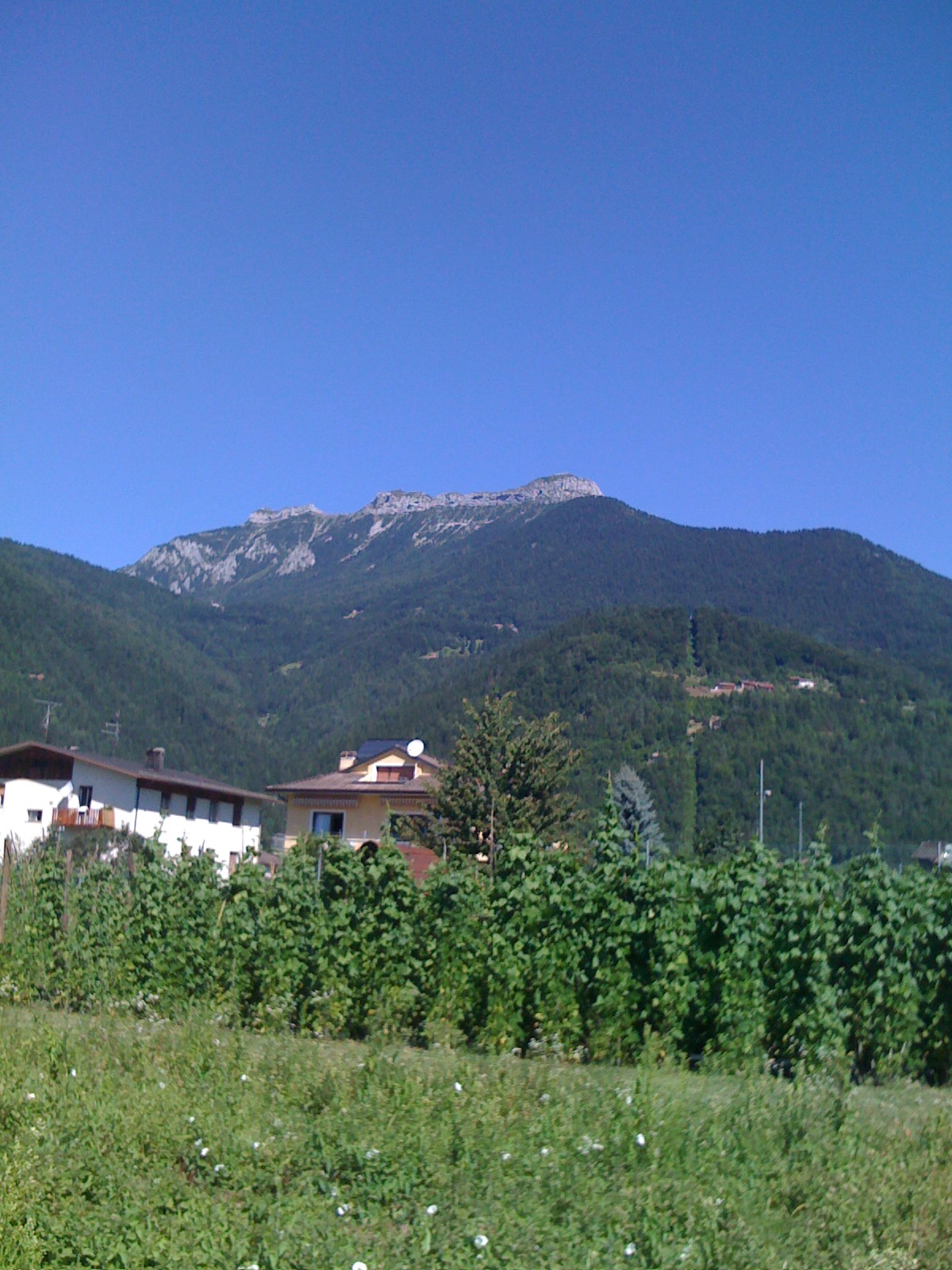
Lamon, altopiano. In primo piano l'immancabile coltivazione del famoso fagiolo locale.

Nel 1420 Lamon entrò a far parte in modo definitivo della Serenissima Repubblica di Venezia; da comunità confinaria del territorio feltrino, divenne comunità di confine dei possedimenti Veneziani. Un ruolo, questo, che da allora ha sempre mantenuto. Castello Tesino e Cinte Tesino, invece, erano comprese nel territorio del Contado del Tirolo. Venezia di fatto subordinò al controllo del podestà e capitano il governo cittadino di Feltre, compresi i 36 rappresentanti della comunità e i meriga, i capi delle singole regole, la cui nomina rimase comunque appannaggio del potere vescovile sino all'inizio dell‘Ottocento. Feltre e il feltrino non furono una regione capace in epoca veneziana di avere una mobilità sociale degna di nota, né videro il nascere di una borghesia moderna.
Una situazione difficile si presentò all'inizio del Cinquecento, quando a seguito della guerra dichiarata dalla Lega di Cambrai contro Venezia, il feltrino e Feltre vennero saccheggiati e devastati da Massimiliano I d'Austria. Durante questa guerra, i Tesini costrinsero i Lamonesi a versare una taglia di 1200 ducati (pagabili in denaro e bestiame) e a cedere il monte Agaro e parte del monte Poit. Pensavano a rappresaglie e invasioni. Come già nel XII secolo, le lotte per i pascoli si rivelarono un problema cronico per la comunità lamonese. Nella seconda metà del XVI secolo, si riaccesero la vertenze, del resto mai sopite, fra Arsiè e Lamon (nel 1573, lungo la linea compresa fra il monte Poit e la Valporra) e fra Castello Tesino e Lamon. Nel 1578 trecento tesini in armi scesero per rivendicare pascoli sul monte Poit. Anche Cinte Tesino ebbe nello stesso anno una vertenza sul monte Gnei contro la comunità lamonese. Le contese si trascinarono tanto da far intervenire nel 1582 le Cancellerie di Venezia e del Contado del Tirolo.
Nel secolo successivo le cose non andarono meglio. Nel 1693, liti sul ‘Pian della Pezza’ fra Arsiè e Lamon. Cinque anni dopo, lamonesi penetrarono nel Primiero e rubarono con la forza centinaia di capi di ovini, che erano stati confiscati per il mancato pagamento del passaggio della Muda, allora confine di Stato.
Ancora nel 1742, nel 1746 e nel 1747 sono testimoniate violenze e soprusi fra arsedesi e lamonesi sul ‘Pian della Pezza’. Altre sono attestate nel 1782 e 1792. Si arrivò sin dopo la terza guerra d'indipendenza, con una Commissione mista Austriaca e Italiana per sciogliere definitivamente le contese. Erano trascorsi sette secoli dopo la sentenza di Drudo da Camino. Scontri tanto reiterati e con una recrudescenza cronica, testimoniano la grande indigenza che le popolazioni del feltrino ebbero a patire nei secoli XVII e XVIII, al tramonto della Repubblica Veneziana.

### Introduzione della coltivazione del fagiolo
La coltivazione del noto fagiolo di Lamon ebbe inizio nel 1528-1532, sembra per iniziativa dell'abate bellunese Pierio Valeriano, che avrebbe utilizzato in zona le sementi donategli dal papa Clemente VII.

### Introduzione della coltivazione della patata
Fu nel 1817, e precisamente per attenuare le mortali conseguenze della carestia prodotta dal mancato raccolto del 1816, che venne introdotta a Lamon la patata quale cibo sussidiario del granoturco. Sembra sia stata la prima località del Veneto.

### Simboli
Lo stemma è stato concesso con regio decreto del 15 maggio 1921.
Il gonfalone, di forma rettangolare, è formato da un drappo azzurro con al centro lo stemma
sopradescritto.

## Monumenti e luoghi d'interesse
- Arcipretale di San Pietro e San Paolo (Lamon)
- Chiesa di San Daniele Profeta (Lamon)
- Tempio del Sacro Cuore di Gesù (Lamon)
- Parrocchiale di San Donato (San Donato)
- Parrocchiale di Santa Maria ad Nives (Arina)
- Necropoli romana di San Donato (San Donato)
- Museo archeologico di San Donato(presso sede Pro Loco)
- Ponte romano (Piei di Lamon)
- Grotta di San Donato (San Donato)
- Grotta dell'Acqua Nera (San Donato)
- Cascata del Salton (San Donato)
- Monte Coppolo (Dolomiti)
- Torrente Senaiga
- Municipio (Lamon)
- Casa di Jacopo Facen
- Casa canonica, progettata da Alberto Alpago Novello (Lamon)
- Monumento ai Caduti (Lamon)
- Diga in località Ponte Serra

## Società

### Evoluzione demografica
Abitanti censiti

### Istituzioni, enti e associazioni
A Lamon è attivo un centro di riabilitazione, situato nell'ex ospedale civile Giuseppe Balin.

## Amministrazione

### La proposta di aggregazione al Trentino
Il 30 e il 31 ottobre 2005 si è svolto un referendum per chiedere che il Comune passasse dal Veneto alla Provincia autonoma di Trento. Con 2.377 "sì" e 155 "no", si è avuta una netta vittoria dei favorevoli all'aggregazione.
Ora il Comune di Lamon sta attendendo che il Parlamento prosegua la procedura prevista dalla Costituzione e dalla Legge sui referendum. La Regione Autonoma del Trentino-Alto Adige ha respinto l'ingresso del Comune bellunese, mentre in Veneto, dopo il parere favorevole della Commissione affari istituzionali del Consiglio Regionale, il dibattito è stato rinviato dal Consiglio nuovamente in Commissione Regionale. Con riferimento alla procedura parlamentare, sono stati proposti disegni di legge costituzionali nella XV, nella XVI e nella XVII legislatura. Le prime due proposte sono decadute con il termine della relativa legislatura. La terza non è ancora stata posta in calendario in commissione.
Il comune di Lamon è stato il primo comune italiano in cui si è tenuto con esito positivo un referendum di questo tipo: ciò ha dato luogo alla nascita del neologismo lamonizzare per indicare la ricerca di autonomia.

## Sport
Nel territorio comunale è presente una moderna palestra con spalti, palestra di roccia e campo da tennis esterno, oltre che pedana per il salto in lungo e il getto del peso.
È presente inoltre un moderno campo da calcio con erba naturale e spalti. Affiancato ad esso si trova il vecchio campo da calcio, spesso usato per gli allenamenti o per i giovani che vogliono passare qualche ora giocando a calcio.
Nel territorio comunale sono diverse le società che promuovono la pratica sportiva:
- USD Automalacarne Lamonese (Calcio)
- Altopiano Verticale (Arrampicata)
- Atletica Lamon (Atletica leggera, Corsa campestre e Corsa in montagna)
- Jisei Budo Ami (Karate, Arti marziali)

Tra gli eventi sportivi principali:
- Torneo dell'altopiano (Torneo di calcio a 5 su erba)
- Torneo delle Frazioni (Torneo di calcio a 7 su erba, i calciatori sono raggruppati in base alle frazioni d'appartenenza)
- Tocai Cup (Cronoscalata con partenza in linea di circa 9 km con pendenza media del 7% e massima del 14% da Lamon a Le Ej)
- Fagiolissima (Gara di MTB in zona Le Ej - Monte Jal)
- Claudia Augusta Altinate Trail (Gara di corsa in montagna)

Lamon è inoltre da diversi d'anni tappa del Campionato Triveneto di Enduro (disciplina della MTB)

## Galleria d'immagini

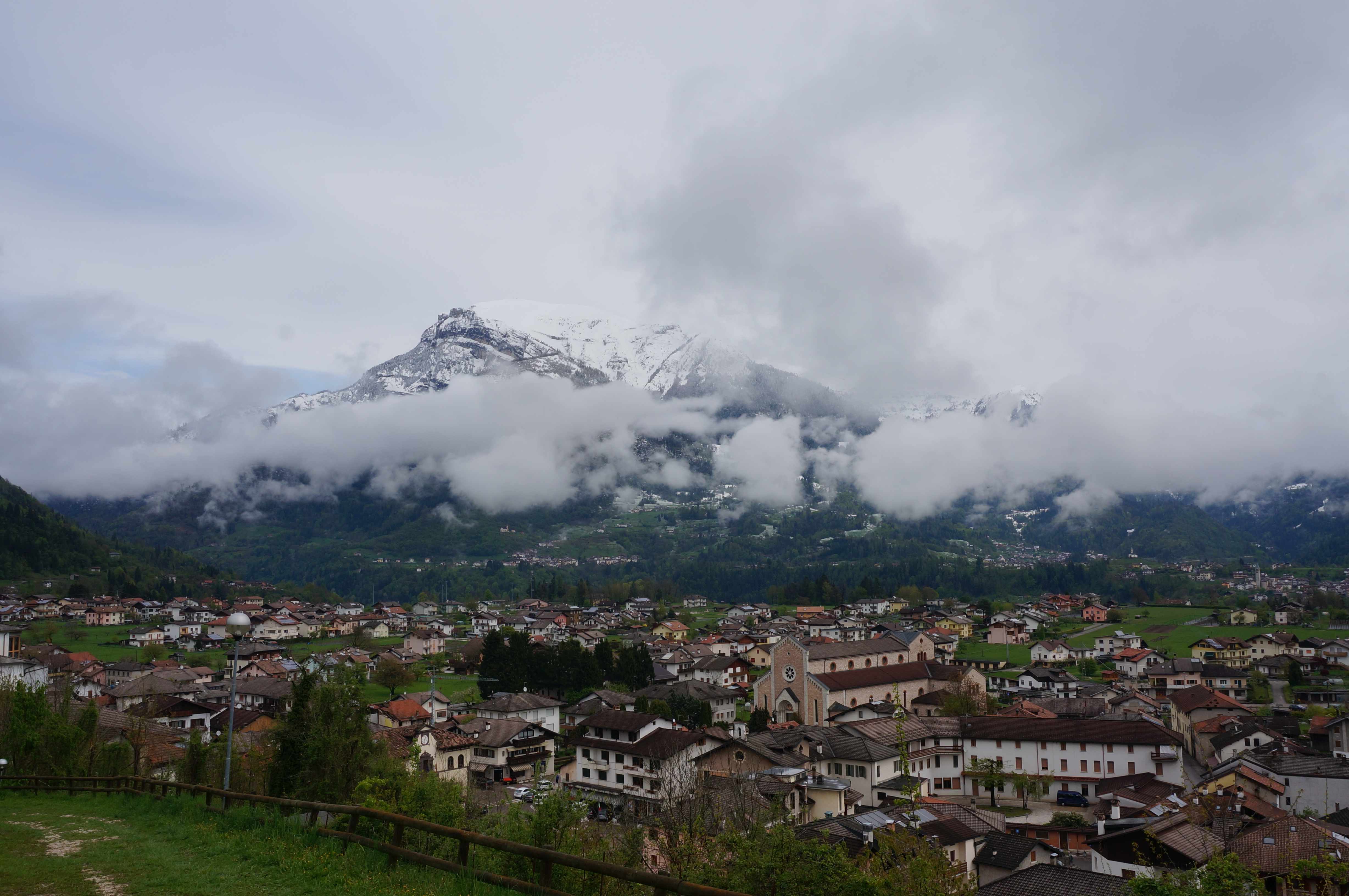
Lamon in maggio
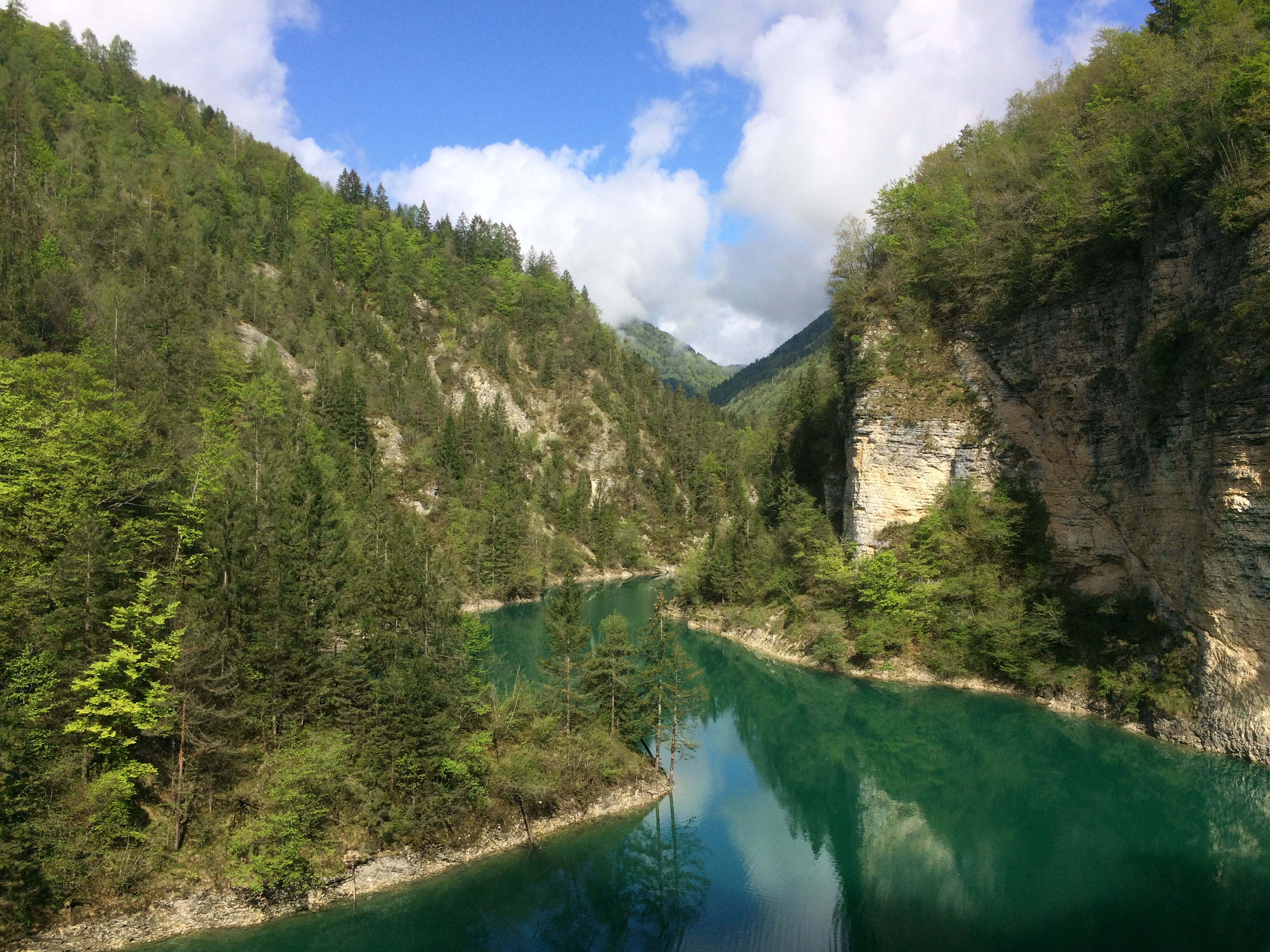
Lago di Senaiga
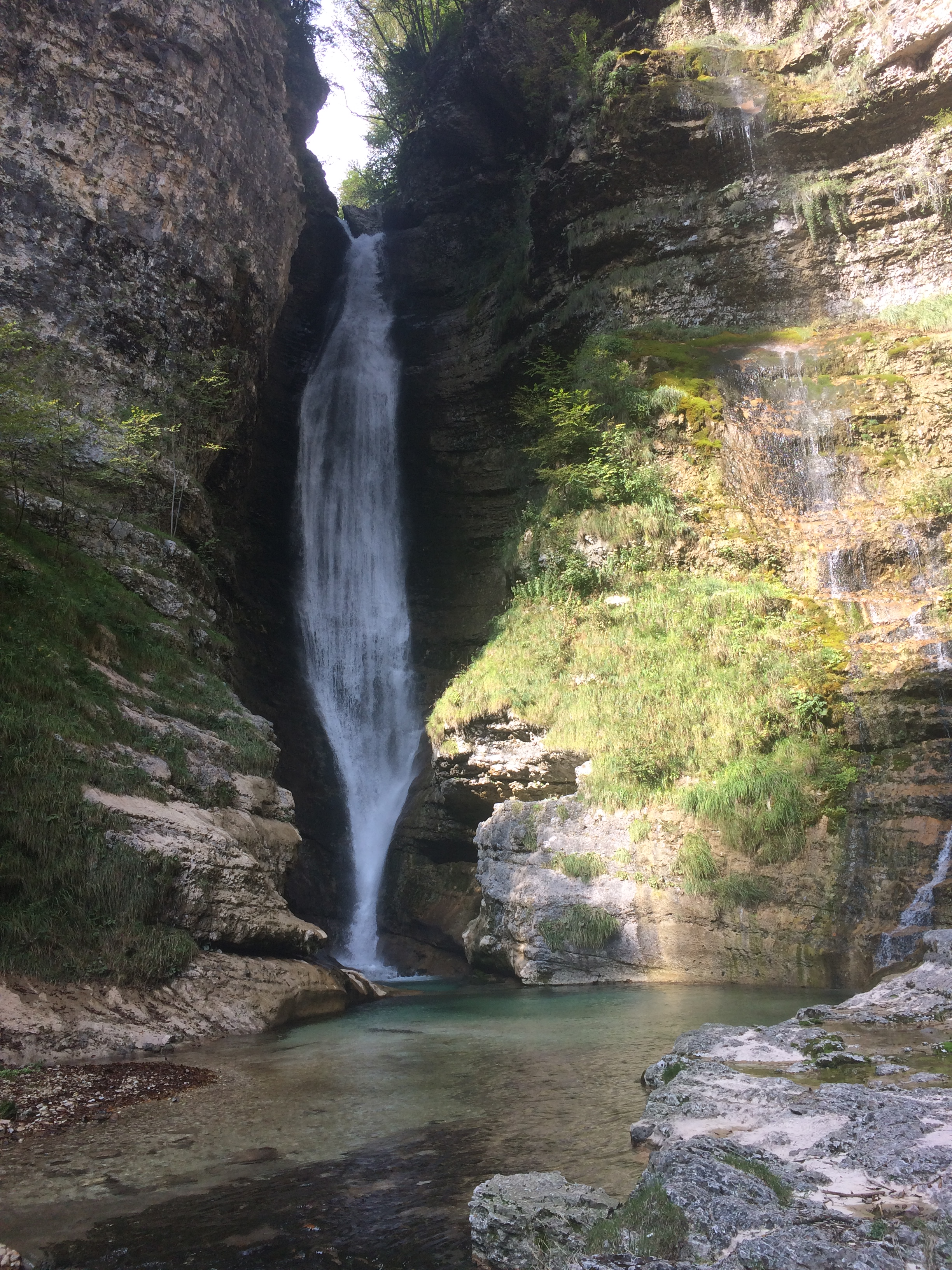
Cascata del Salton
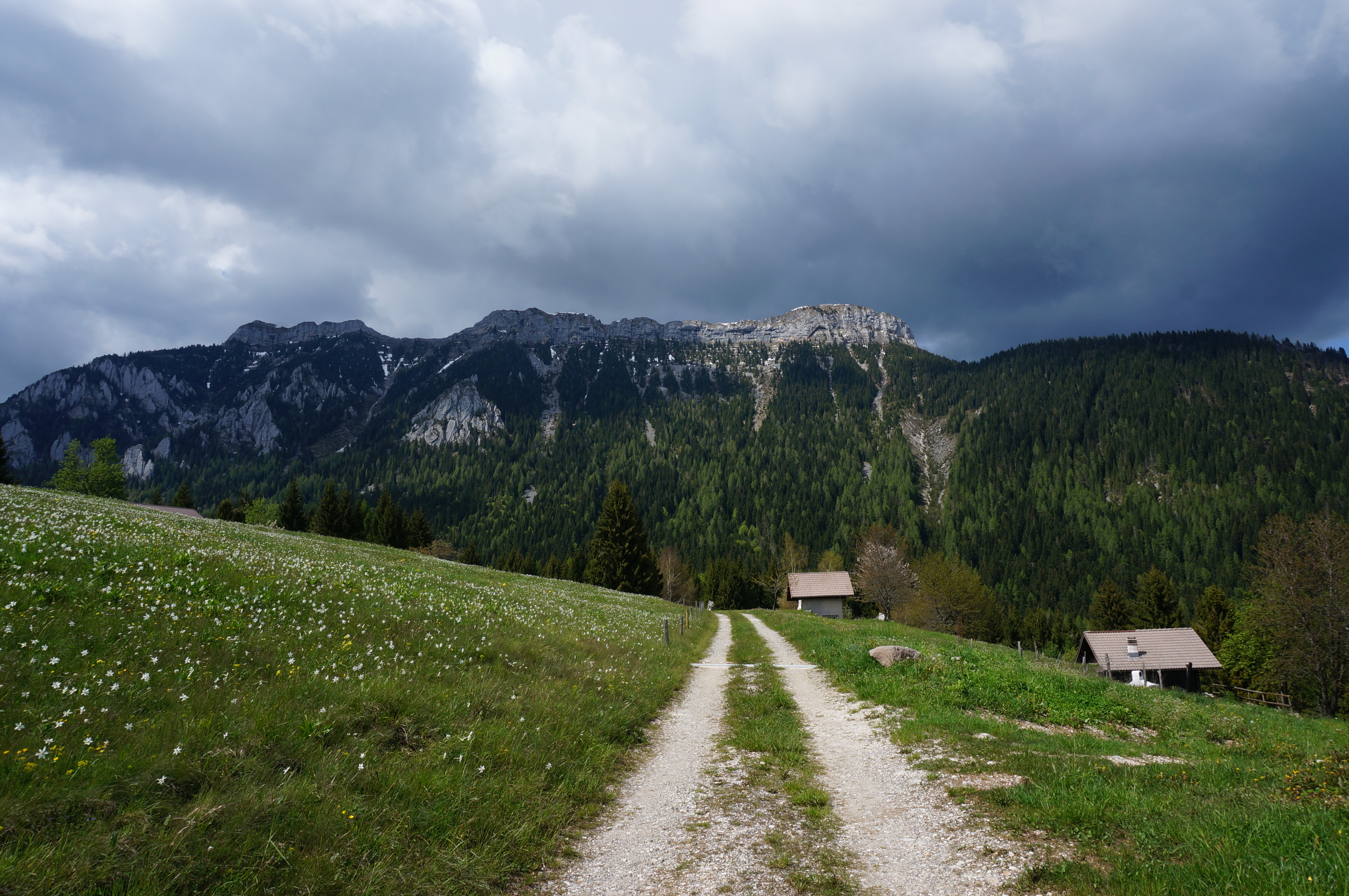
Mounte Coppolo
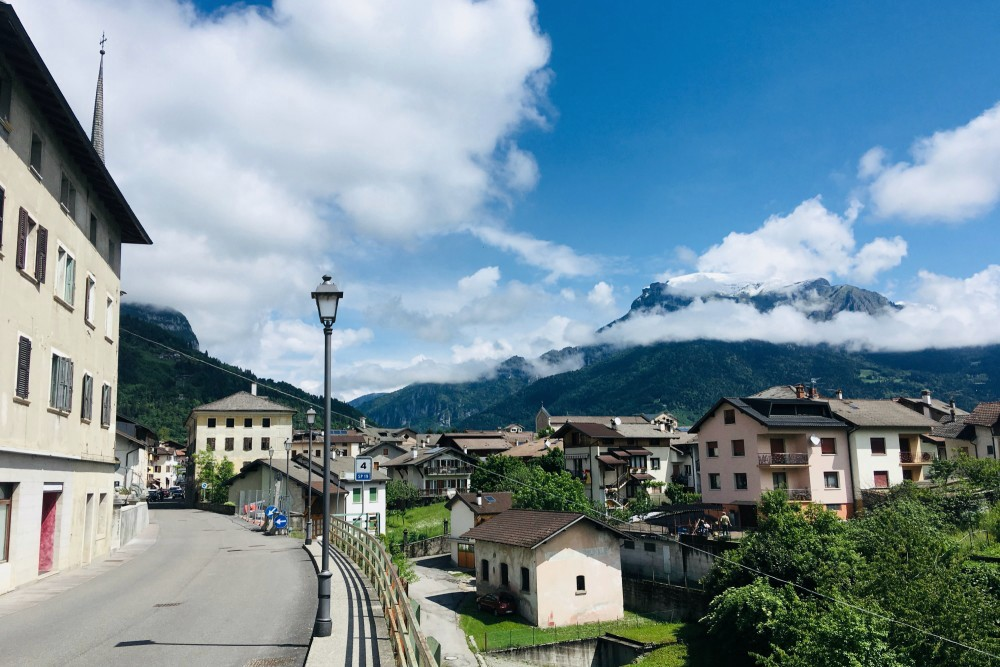
Via Roma. Vista sul monte Vallazza
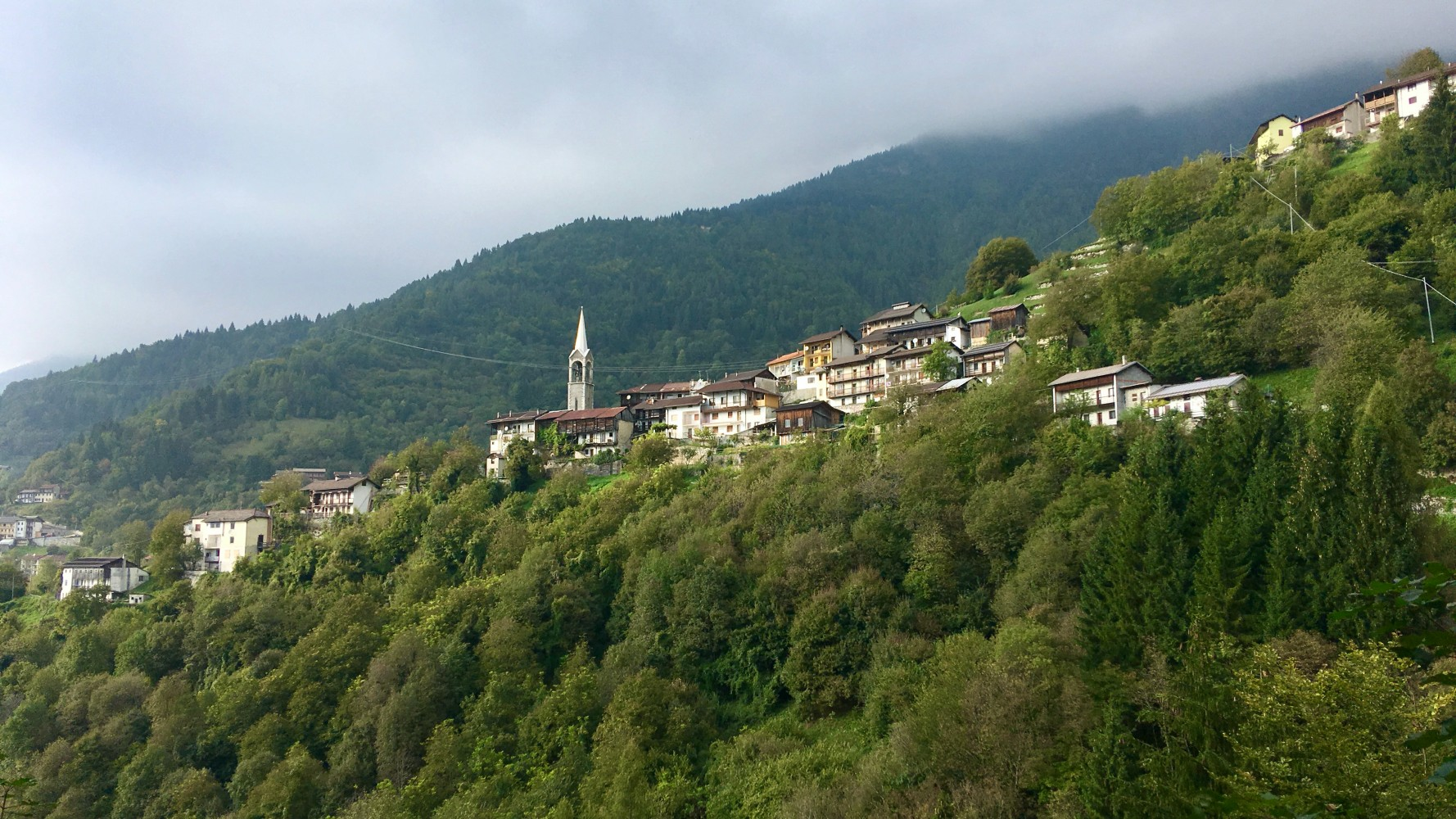
San Donato, frazione di Lamon
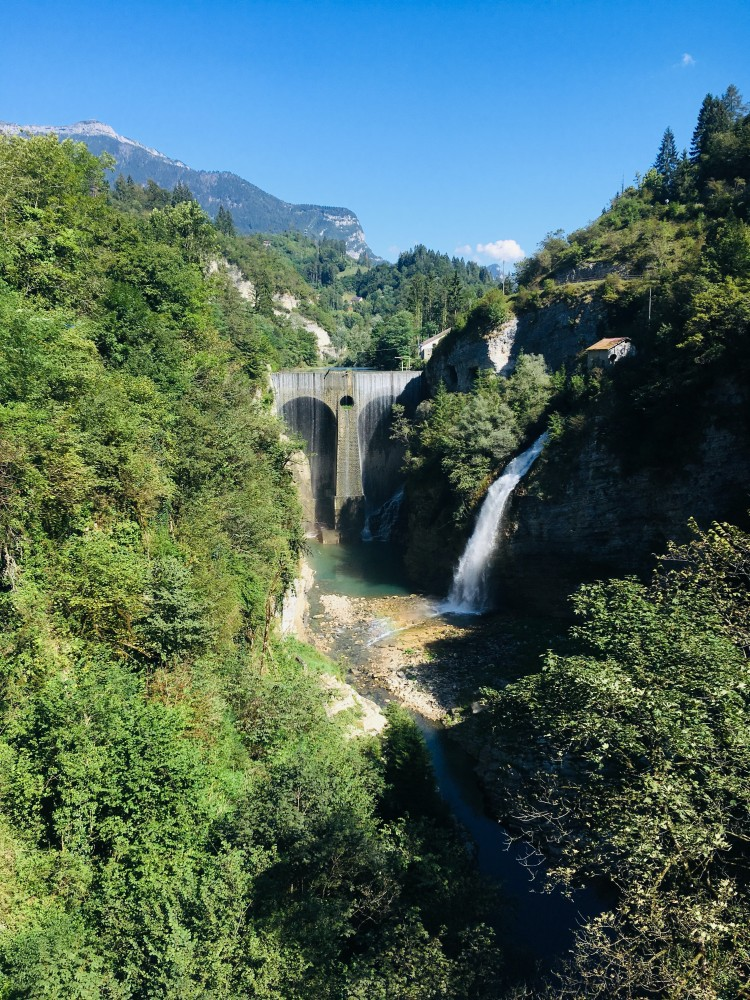
Ponte Sera, Lamon
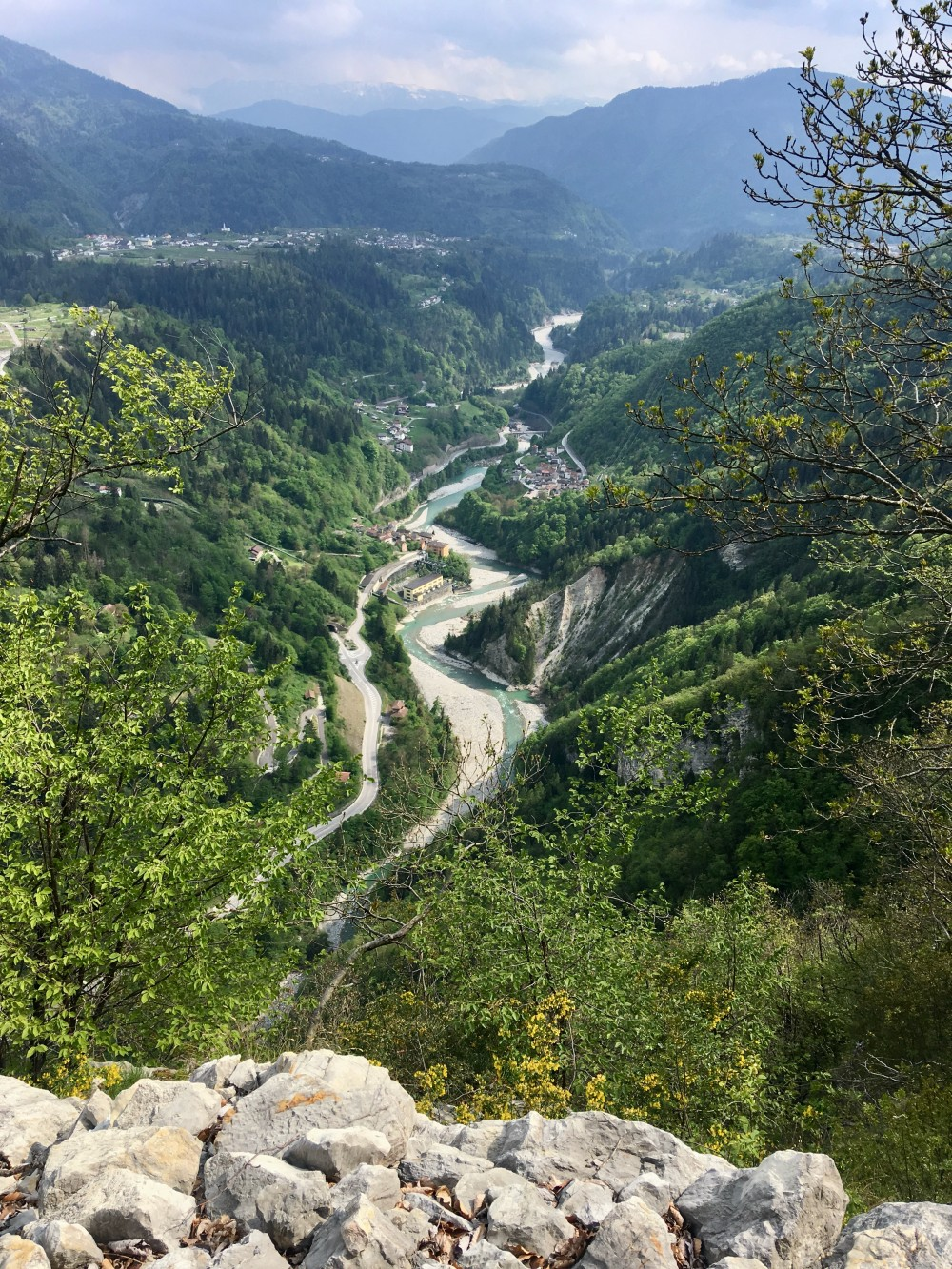
Torrente Cismon. Vista da Lamon
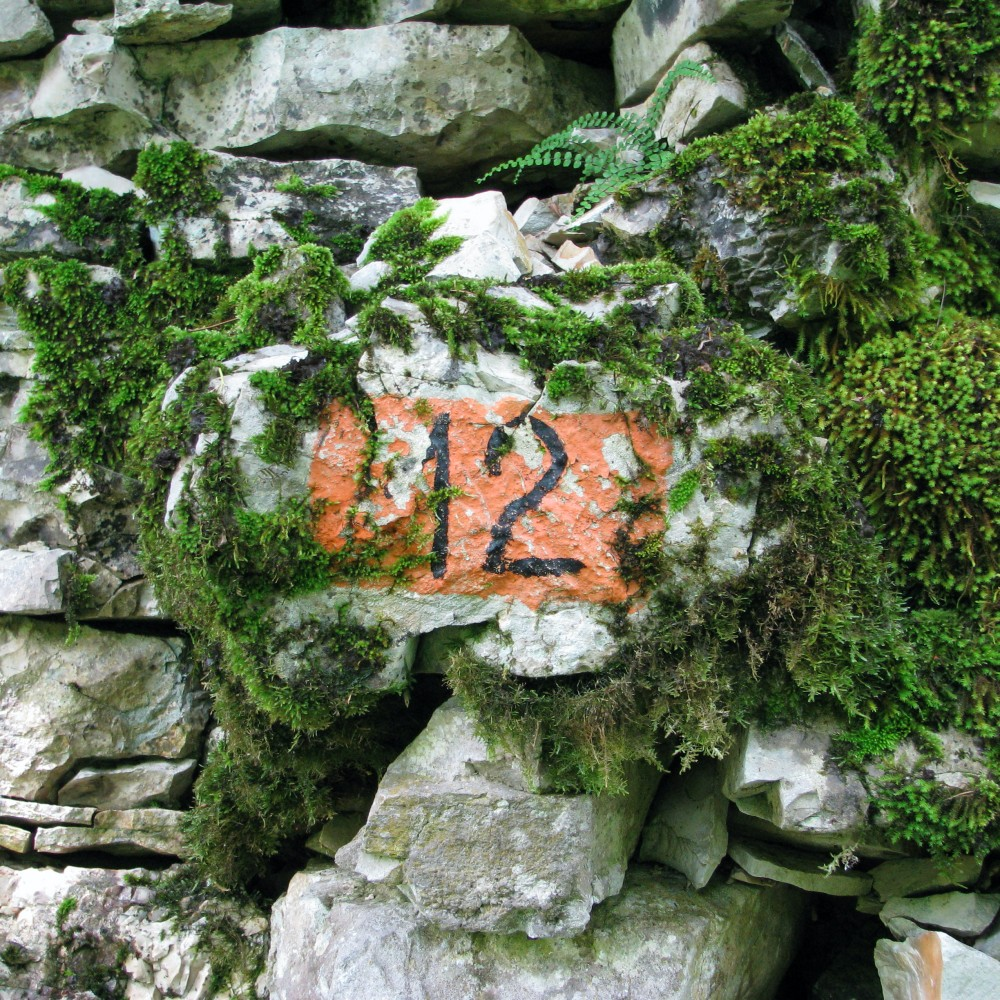
Sentiero 12 sulla Arina, frazione di Lamon
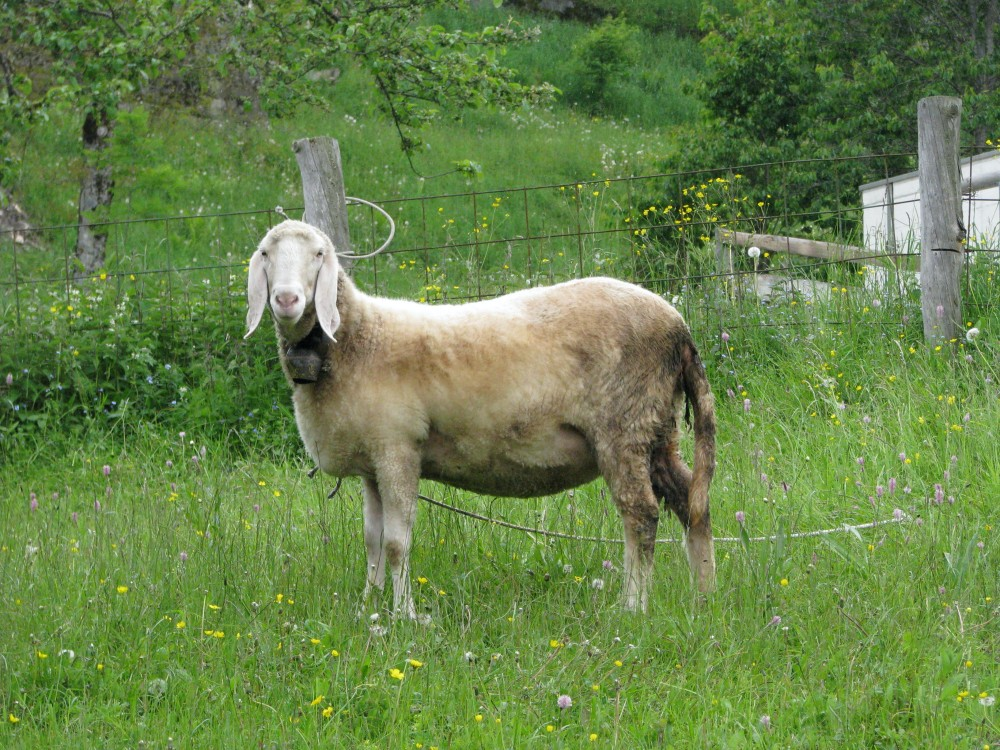
Pecora di Lamon
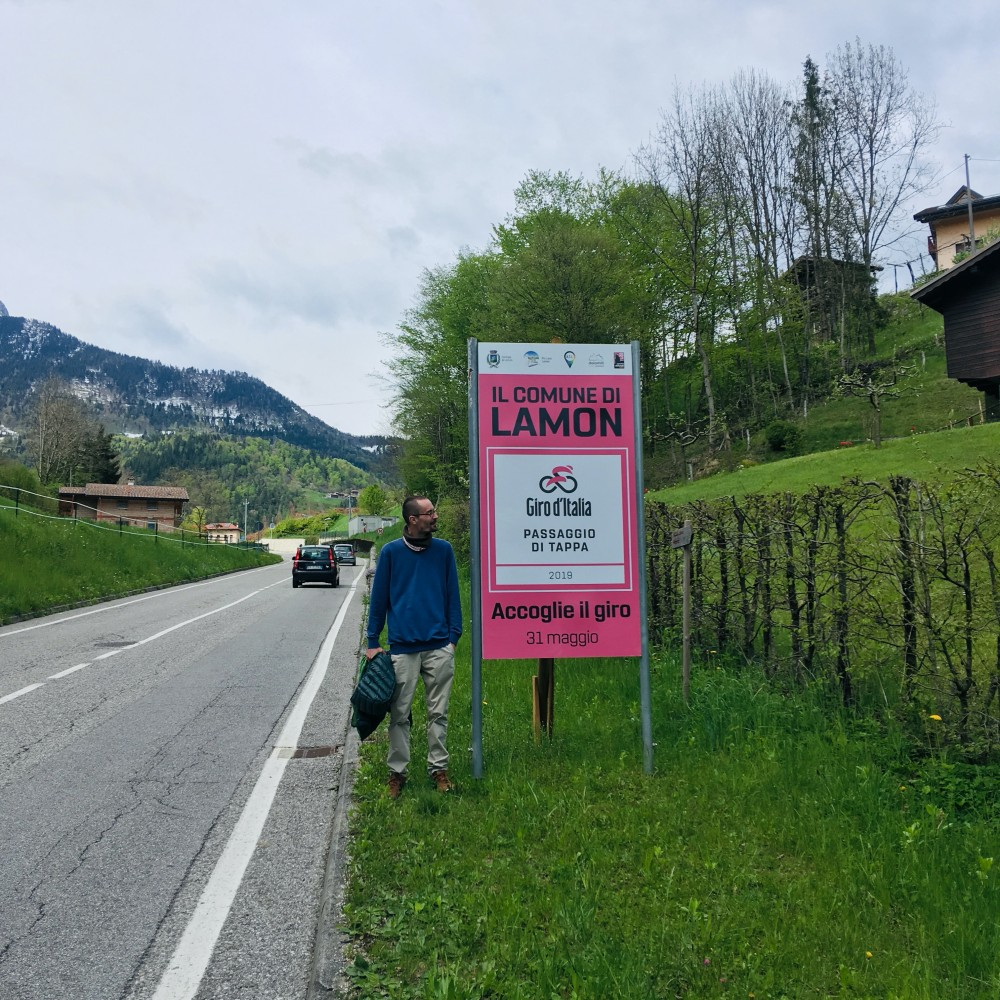
Lamon, tappa 19 di Giro d'Italia 2019
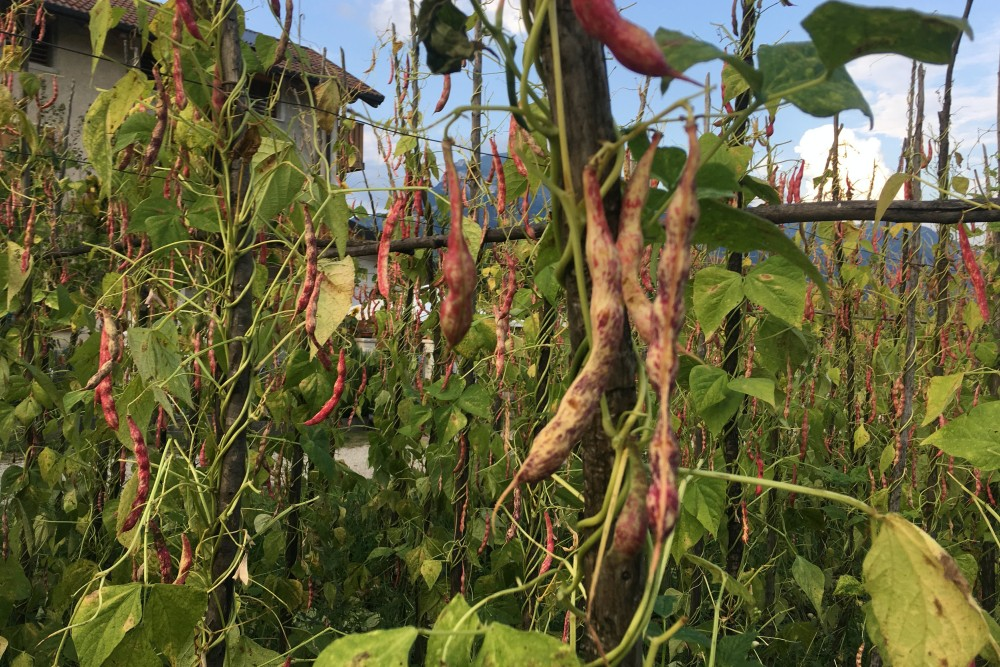
Fagiolo di Lamon nel giardino
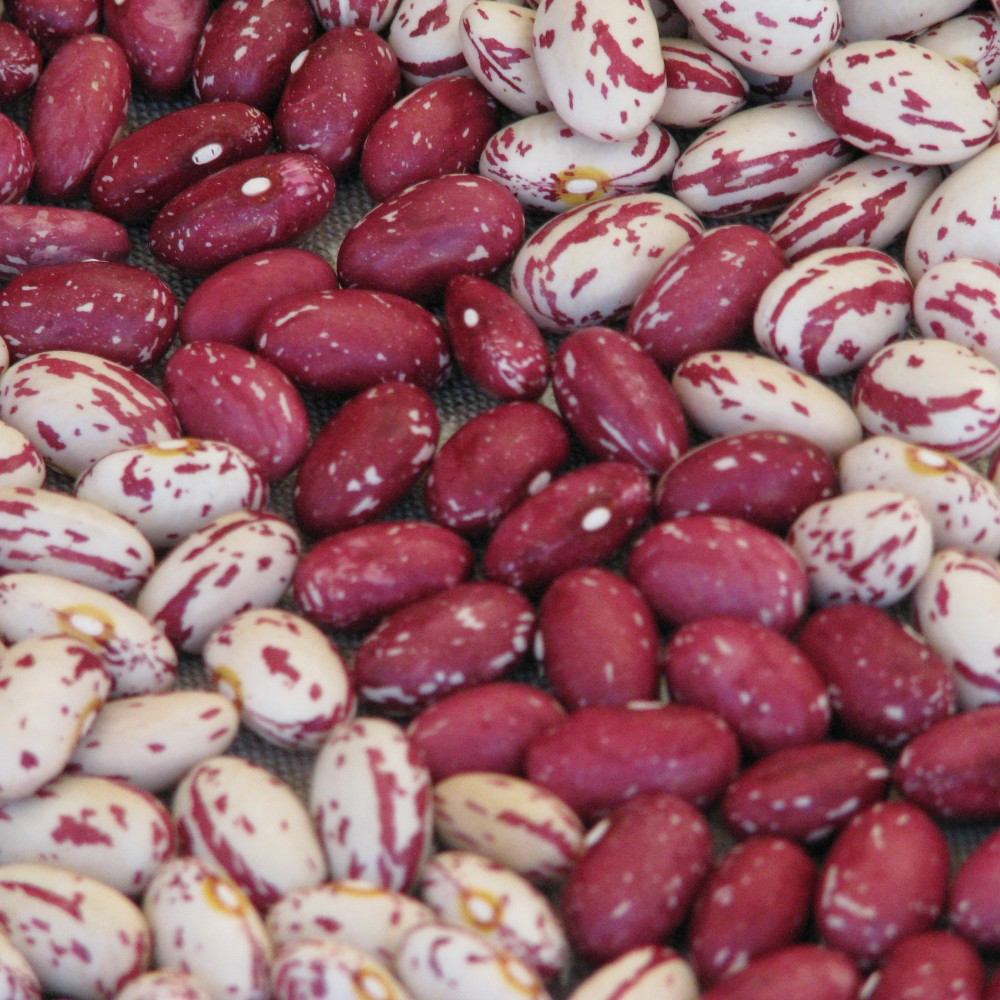
Fagiolo di Lamon
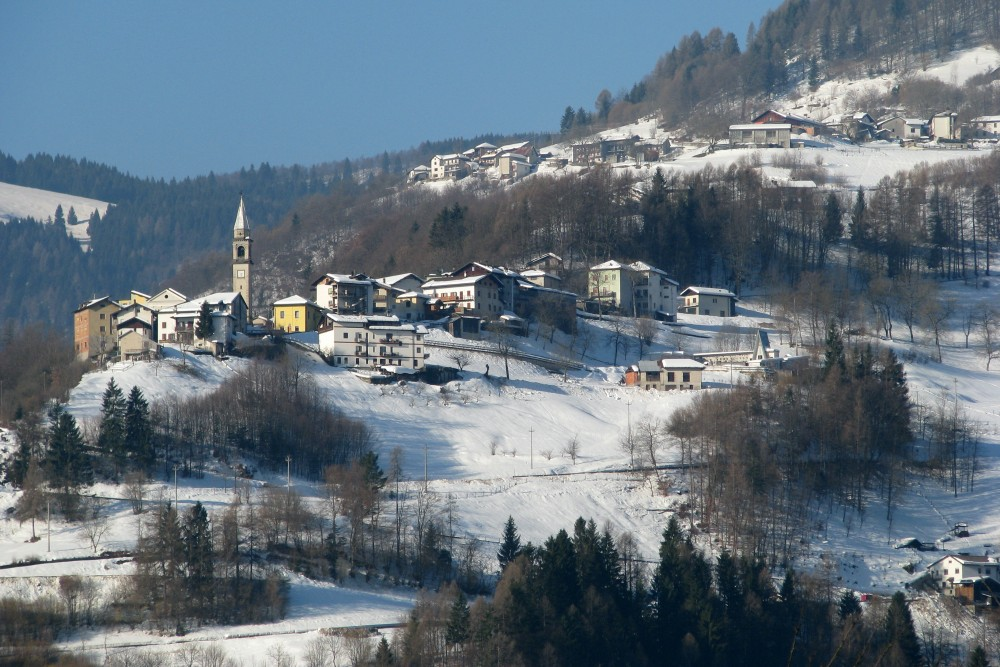
Arina, frazione di Lamon
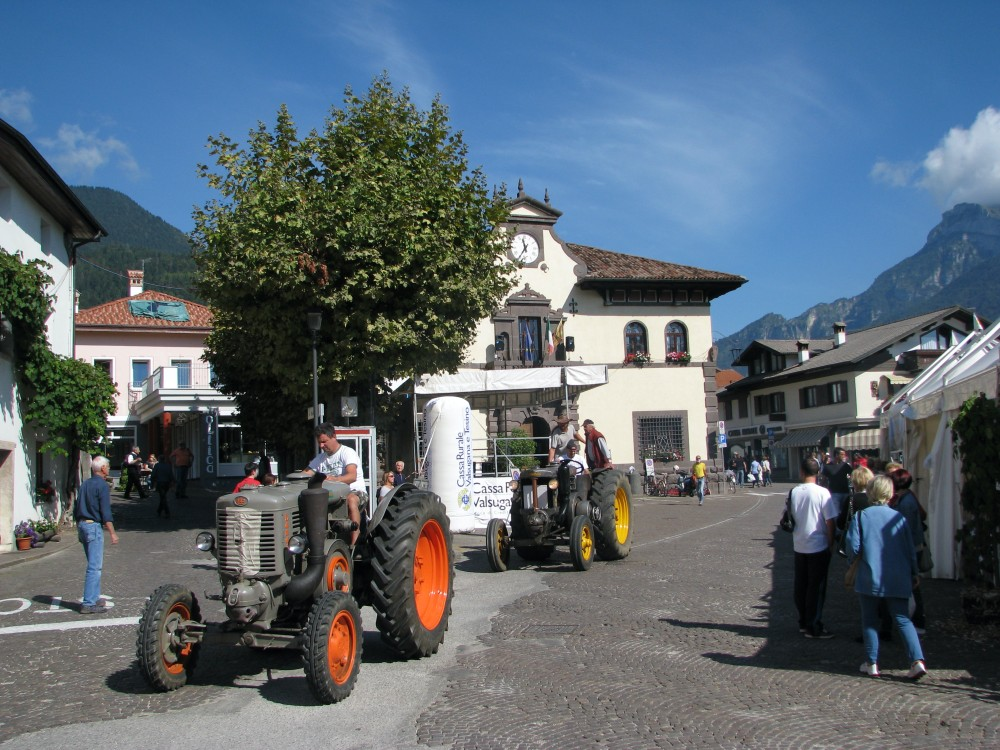
Festa del fagiolo 2013
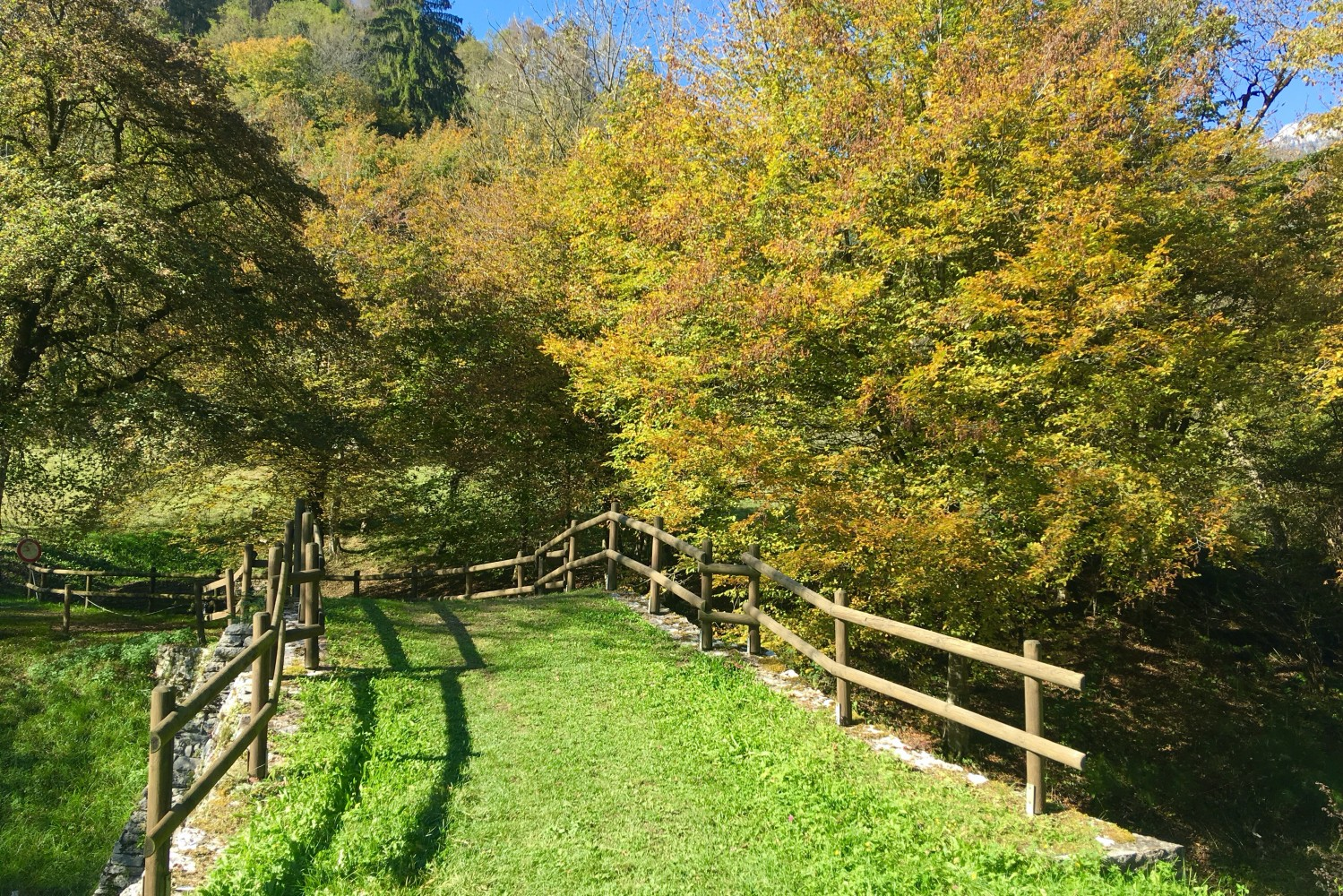
Ponte Romano sulla Via Claudia Augusta